# ماجد محمد
ماجد محمد حسن إمام من مواليد 1 أكتوبر 1985، لاعب كرة قدم قطري من أصل سوداني ولد في السعودية وهاجر لقطر ويلعب في نادي البدع ومنتخب قطر لكرة القدم، ويلعب في خط الهجوم (راس حربة، مهاجم ثاني، جناح أيمن، وجناح أيسر).
وقد انتقل في موسم 2008–2009 إلى نادي السيلية القطري بنظام الإعارة ورجع للسد وانتقل انتقال رسمياً لنادي الجيش و في عام 2017 إنتقل إلى نادي الأهلي و في عام 2020 انتقل إلى الشمال و في عام 2024 انتقل إلى نادي البدع.

## روابط خارجية
- ماجد محمد على موقع الاتحاد الدولي (مؤرشف)  (الإنجليزية)
- ماجد محمد على موقع قاعدة بيانات كرة القدم.إي يو (الإنجليزية)
- ماجد محمد على موقع ناشيونال فوتبول تيمز (الإنجليزية)
- ماجد محمد على موقع Soccerway.com (الإنجليزية)
- ماجد محمد على موقع عالم كرة القدم.نت (الإنجليزية)
- ماجد محمد على موقع كووورة